# Wyższa Szkoła Handlowa w Sztokholmie
Wyższa Szkoła Handlowa w Sztokholmie (sv. Handelshögskolan i Stockholm, ang. Stockholm School of Economics) – utworzona w 1909 roku prywatna wyższa szkoła ekonomiczna, zajmująca w rankingu Financial Times 13. miejsce w Europie. 

## Historia

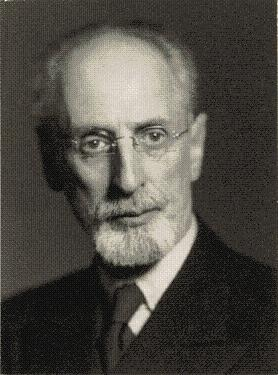
Prof. Eli Heckscher

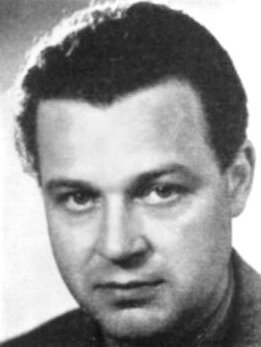
Prof. Gunnar Myrdal (Nagroda Banku Szwecji im. Alfreda Nobla w dziedzinie ekonomii, 1974)

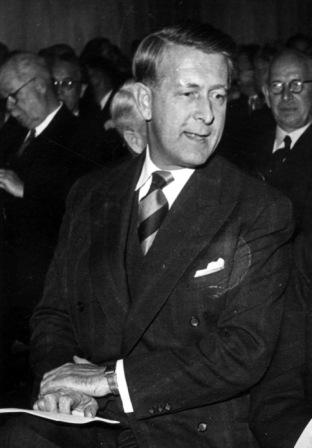
Prof. Bertil Ohlin

Szkoła powstała w latach szybkiego przemysłowego rozwoju w Szwecji, który stworzył zapotrzebowanie na specjalistów w dziedzinie zarządzania. W roku 1909 dwuletnie studia rozpoczęła pierwsza grupa 110 studentów. Zajęcia były prowadzone w handlowym budynku, znanym jako „Brunkebergs hotell”. Uczelnię finansowo wspierali biznesmeni (m.in. K.A. Wallenberg, Olof Söderberg i Joseph Nachmanson) oraz władze miasta i rząd. 
W 1926 roku szkołę przeniesiono do nowego neoklasycznego budynku przy ul. Sveavägen 65, zaprojektowanego przez szwedzkiego architekta Ivara Tengboma, który pozostał głównym budynkiem uczelni (z czasem został otoczony przez kilka innych). 
Wykładowcą ekonomii politycznej i statystyki był w latach 1909–1919 prof. Eli Heckscher, który w następnych latach skoncentrował się na zagadnieniach historii gospodarczej (wyodrębniając ten kierunek badań i kształcenia).
Równocześnie z dydaktyką rozwijano działalność badawczą. Pierwszy stopień doktorski przyznano w 1946, a po 60. latach liczba przyznanych stopni przekroczyła 500. Współcześnie wyniki badań są przedmiotem licznych publikacji o międzynarodowym zasięgu.

## Jednostki organizacyjne
Strukturę uczelni tworzy 6 wydziałów i wiele organizacyjnych jednostek badawczych (centra i instytuty badawcze.
Wydziały:
- Rachunkowości
- Zarządzania i Organizacji
- Marketingu i Strategii
- Ekonomii
- Finansów
- Prawa, Języków obcych i Statystyki gospodarczej

## Kierunki studiów
Studia licencjackie:
- ekonomika przedsiębiorstw
- zarządzanie w handlu detalicznym

Studia magisterskie:
- ekonomika przedsiębiorstw (specjalności: księgowość i zarządzanie finansami, ekonomia, finanse, zarządzanie, marketing i zarządzanie medialne)
- zarządzanie (General Management)

Studia doktoranckie
specjalizacje: zarządzanie, ekonomia, finanse 
Magisterskie Studia Menedżerskie podyplomowe (MBA)

## Współpraca międzynarodowa
Szkoła prowadzi oddziały zagraniczne
- od 1992 w Tokio (The European Institute of Japanese Studies, EIJS)[12]
- od 1993 w Rydze (Stockholm School of Economics in Riga)[13]
- od 1997 w Petersburgu (Stockholm School of Economics Russia)[14]

## Znani wychowankowie
- Ruben Rausing – założyciel pierwszej w Szwecji specjalistycznej fabryki opakowań, Tetra Pak (1929)
- Bertil Ohlin – profesor w SSE; współtwórca modelu Heckschera-Ohlina (zobacz: teoria obfitości zasobów); laureat Nagrody Banku Szwecji im. Alfreda Nobla w dziedzinie ekonomii w 1977
- Lars Calmfors – absolwent (1971) i wykładowca SSE (od 1983), przewodniczący rządowej komisji ds. Unii Gospodarczej i Walutowej (1995–1996), prezydent szwedzkiej Rady Polityki Fiskalnej (2007–2011),
- Jan Carlzon(inne języki) – dyrektor generalny SAS Group